# 891年
| 千纪： | 1千纪                                                                                           |
| 世纪： | 8世纪 \| 9世纪 \| 10世纪                                                                        |
| 年代： | 860年代 \| 870年代 \| 880年代 \| 890年代 \| 900年代 \| 910年代 \| 920年代                       |
| 年份： | 886年 \| 887年 \| 888年 \| 889年 \| 890年 \| 891年 \| 892年 \| 893年 \| 894年 \| 895年 \| 896年 |
| 纪年： | 辛亥年（猪年）；唐大順二年；南诏嵯耶三年；日本寬平三年                                          |

## 大事记
- 十一月，感化軍節度使時溥的部將劉知俊率眾二千投降宣武軍節度使朱全忠。從此感化軍不振，再不能與宣武軍對抗。
- 利州刺史王建陷成都，自任西川節度使，遷故節度使陳敬瑄、宦官監軍使田令孜於新津。
- 宦官觀軍容使楊復恭專橫，唐昭宗命他以上将军致仕，被告發謀反，楊復恭出奔至興元府，與其義子龍劍節度使楊守貞、武定節度使楊守忠、山南西道節度使楊守亮、綿州刺史楊守厚，同起兵叛。
- 鲁汶战役（英语：Battle_of_Leuven_(891)），法兰克人击败了维京人。

## 出生
- 阿卜杜拉赫曼三世，科爾多瓦首任哈里發
- 劉詞 (五代)，五代十国名将
- 马全节，五代十国将领
- 钱传璟，钱鏐之子
- 林鼎，五代十国官员
- 高從誨，五代十國時期荊南君主。

## 逝世
- 教宗斯德望五世，天主教教宗
- 王徽 (京兆)，唐朝大臣
- 王瓌 (唐朝)，唐朝大臣
- 顾彦朗，晚唐东川节度使
- 張淮鼎，唐朝节度使
- 藤原基經，日本贵族
- 圓珍，日本僧人
- 齊中親王，日本贵族